# Bangladeschische Cricket-Nationalmannschaft in Sri Lanka in der Saison 2002
Die Tour der bangladeschischen Cricket-Nationalmannschaft nach Sri Lanka in der Saison 2002 fand vom 12. Juli bis zum 7. August 2002 statt. Die internationale Cricket-Tour war Teil der internationalen Cricket-Saison 2002 und umfasste zwei Test Matches und drei ODIs. Sri Lanka gewann die Testserie 2-0 und die ODI-Serie 3-0.

## Stadien
Für die Tour wurden folgende Stadien als Austragungsorte vorgesehen.
| Stadion                                 | Stadt   | Kapazität | Spiele                  |
| --------------------------------------- | ------- | --------- | ----------------------- |
| Paikiasothy Saravanamuttu Stadium (PSS) | Colombo | 15.000    | 1. Test                 |
| R. Premadasa Stadium (RPS)              | Colombo | 35.000    | 3. ODI                  |
| Sinhalese Sports Club Ground (SSC)      | Colombo | 10.000    | 2. Test; 1. ODI; 2. ODI |

## Kader
Die folgenden Kader wurden von den Mannschaften bekanntgegeben.
| Test | Test | ODI | ODI |
| Sri Lanka | Bangladesch | Sri Lanka | Bangladesch |
| --- | --- | --- | --- |
| - Sanath Jayasuriya (K) - Russel Arnold - Marvan Atapattu - Charitha Buddhika - Upul Chandana - Aravinda de Silva - Sujeewa de Silva - Dilhara Fernando - Chamila Gamage - Mahela Jayawardene - Prasanna Jayawardene (wk) - Jehan Mubarak - Muttiah Muralitharan - Naveed Nawaz - Thilan Samaraweera - Kumar Sangakkara - Hashan Tillakaratne - Michael Vandort | - Khaled Mashud (K & wk) - Mohammad Ashraful - Tapash Baisya - Habibul Bashar - Ehsanul Haque - Enamul Haque - Tushar Imran - Aminul Islam - Manjural Islam - Talha Jubair - Alamgir Kabir - Alok Kapali - Akram Khan - Fahim Muntasir - Mohammad Al Sahariar - Hannan Sarkar | - Marvan Atapattu (K) - Russel Arnold - Marvan Atapattu - Upul Chandana - Aravinda de Silva - Tillakaratne Dilshan (wk) - Dilhara Fernando - Hasantha Fernando - Chamila Gamage - Pulasthi Gunaratne - Sanath Jayasuriya - Mahela Jayawardene - Muttiah Muralitharan - Kumar Sangakkara - Chaminda Vaas | - Khaled Mashud (K & wk) - Mohammad Ashraful - Tapash Baisya - Habibul Bashar - Tushar Imran - Manjural Islam - Alok Kapali - Khaled Mahmud - Mohammad Rafique - Naimur Rahman - Mohammad Al Sahariar - Hannan Sarkar |

## Tour Matches
| 12.–14. Juli Scorecard | Moratuwa | Sri Lanka A 382-9d (90) & 168-7d (40.4) | – | Bangladeshis 228 (69.1) & 201-5 (61) |
|                        |          | Remis                                   |   |                                      |

| 16.–18. Juli Scorecard | Colombo | Bangladeshis 195 (68.5) & 243-9 (94) | – | BCCSL Academy XI 342 (99.1) |
|                        |         | Remis                                |   |                             |

## Test Matches

### Erster Test in Colombo (PSS)
| 21.–23. Juli Scorecard | Colombo | Bangladesch 161 (53.4) & 184 (66.3)              | – | Sri Lanka 541-9d (111) |
|                        |         | Sri Lanka gewinnt mit einem Innings und 196 Runs |   |                        |

### Zweiter Test in Colombo (SSC)
| 28.–31. Juli Scorecard | Colombo | Sri Lanka 373 (106.4) & 263-2d (66) | – | Bangladesch 164 (62) & 184 (60.4) |
|                        |         | Sri Lanka gewinnt mit 288 Runs      |   |                                   |

## One-Day Internationals

### Erstes ODI in Colombo (SSC)
| 4. August Scorecard | Colombo | Bangladesch 226-8 (50)          | – | Sri Lanka 228-5 (44.4) |
|                     |         | Sri Lanka gewinnt mit 5 Wickets |   |                        |

### Zweites ODI in Colombo (SSC)
| 5. August Scorecard | Colombo | Bangladesch 76 (30.1)           | – | Sri Lanka 77-2 (15.4) |
|                     |         | Sri Lanka gewinnt mit 8 Wickets |   |                       |

### Drittes ODI in Colombo (RPS)
| 7. August Scorecard | Colombo | Sri Lanka 258-6 (50)          | – | Bangladesch 200 (47.2) |
|                     |         | Sri Lanka gewinnt mit 58 Runs |   |                        |

## Statistiken
Die folgenden Cricketstatistiken wurden bei dieser Tour erzielt.
| Tests                | Tests       | Tests   | Tests   | Tests   | Tests   | Tests   | Tests   | Tests   |
| Batting              | Batting     | Batting | Batting | Batting | Batting | Batting | Batting | Batting |
| Spieler              | Mannschaft  | Spiele  | Innings | Runs    | Average | HS      | 100s    | 50s     |
| -------------------- | ----------- | ------- | ------- | ------- | ------- | ------- | ------- | ------- |
| Sanath Jayasuriya    | Sri Lanka   | 2       | 2       | 230     | 115,00  | 145     | 1       | 1       |
| Aravinda de Silva    | Sri Lanka   | 1       | 1       | 206     | 206,00  | 206     | 1       | 0       |
| Michael Vandort      | Sri Lanka   | 1       | 2       | 201     | 100,50  | 140     | 1       | 1       |
| Naveed Nawaz         | Sri Lanka   | 1       | 2       | 99      | 99,00   | 78*     | 0       | 1       |
| Mohammad Al Sahariar | Bangladesch | 2       | 4       | 98      | 24,50   | 67      | 0       | 1       |
| Bowling              |             |         |         |         |         |         |         |         |
| Spieler              | Mannschaft  | Spiele  | Overs   | Wickets | Average | BBI     | 5W      | 10W     |
| Muttiah Muralitharan | Sri Lanka   | 1       | 44.4    | 10      | 9,80    | 5/39    | 2       | 1       |
| Sujeewa de Silva     | Sri Lanka   | 2       | 48      | 7       | 20,85   | 4/35    | 0       | 0       |
| Thilan Samaraweera   | Sri Lanka   | 1       | 23.4    | 6       | 11,16   | 4/49    | 0       | 0       |
| Manjural Islam       | Bangladesch | 2       | 57      | 5       | 40,40   | 3/46    | 0       | 0       |
| Talha Jubair         | Bangladesch | 2       | 56.4    | 5       | 49,20   | 2/74    | 0       | 0       |

| ODIs                 | ODIs        | ODIs    | ODIs    | ODIs    | ODIs    | ODIs    | ODIs    | ODIs    |
| Batting              | Batting     | Batting | Batting | Batting | Batting | Batting | Batting | Batting |
| Spieler              | Mannschaft  | Spiele  | Innings | Runs    | Average | HS      | 100s    | 50s     |
| -------------------- | ----------- | ------- | ------- | ------- | ------- | ------- | ------- | ------- |
| Marvan Atapattu      | Sri Lanka   | 3       | 3       | 134     | 67,00   | 83      | 0       | 1       |
| Khaled Mashud        | Bangladesch | 3       | 3       | 106     | 35,33   | 54      | 0       | 1       |
| Russel Arnold        | Sri Lanka   | 3       | 2       | 91      | 91,00   | 62      | 0       | 1       |
| Tushar Imran         | Bangladesch | 3       | 3       | 71      | 23,66   | 61      | 0       | 1       |
| Habibul Bashar       | Bangladesch | 3       | 3       | 64      | 21,33   | 52      | 0       | 1       |
| Bowling              |             |         |         |         |         |         |         |         |
| Spieler              | Mannschaft  | Spiele  | Overs   | Wickets | Average | BBI     | 5W      | 10W     |
| Muttiah Muralitharan | Sri Lanka   | 3       | 28.2    | 6       | 14,50   | 3/24    | 0       | 0       |
| Hasantha Fernando    | Sri Lanka   | 3       | 19      | 5       | 10,80   | 3/12    | 0       | 0       |
| Khaled Mahmud        | Bangladesch | 3       | 20      | 5       | 18,40   | 3/51    | 0       | 0       |
| Upul Chandana        | Sri Lanka   | 2       | 12.1    | 4       | 11,75   | 3/2     | 0       | 0       |
| Dilhara Fernando     | Sri Lanka   | 2       | 16      | 4       | 13,50   | 2/21    | 0       | 0       |

## Player of the Series
Als Player of the Series wurden die folgenden Spieler ausgezeichnet.
| Serie | Player of the Series |
| ----- | -------------------- |
| ODI   | Khaled Mashud        |

### Player of the Match
Als Player of the Match wurden die folgenden Spieler ausgezeichnet.
| Spiel   | Player of the Match  |
| ------- | -------------------- |
| 1. Test | Muttiah Muralitharan |
| 2. Test | Michael Vandort      |
| 1. ODI  | Marvan Atapattu      |
| 2. ODI  | Dilhara Fernando     |
| 3. ODI  | Russel Arnold        |